# Schutzbrief (Kraftfahrzeug)
Der Schutzbrief ist die Bezeichnung für ein Produkt aus dem Kfz-Versicherungswesen oder des Leistungsumfangs eines Automobil- oder Verkehrsclubs. Der Versicherungsnehmer, d. h. Fahrzeughalter, bzw. das bezugsberechtigte Club-Mitglied erhält durch den Versicherer Hilfe im Falle einer Panne, eines Unfalls oder eines Diebstahls. Die Leistungen sind fahrzeug-, nicht personengebunden. Teilweise schließen die Leistungen auch Personenhilfe ein, wenn eine Reise ohne das versicherte Fahrzeug unternommen wird.
In Österreich ist Schutzbrief eine eingetragene Marke des ÖAMTCs, der für seine Mitglieder zusätzliche Mobilitätsdienstleistungen unter dieser Marke anbietet.

## Leistungen
Die Leistungen sind bei den Anbietern im Wesentlichen gleich, variieren aber stark im Detail. 
- Pannenhilfe: Wiederherstellung der Fahrbereitschaft des versicherten Fahrzeuges am Pannen- oder Unfallort.
- Abschleppen: Transport des ausgefallenen Kfz in die nächste Werkstatt.
- Bergen: Das Fahrzeug wird wieder auf die befestigte Fahrbahn gehoben/gebracht. Meist unbegrenzt versichert.
- Weiter- und Rückfahrt: Transport der (berechtigten) Insassen zum Zielort und zurück zum reparierten Fahrzeug. Mögliche Varianten in Reihenfolge der Häufigkeit: Leihwagen, Bahn, Flug.
- Fahrzeug-Rücktransport (Pick-up): Das ausgefallene Kfz wird in die Werkstatt am Heimatort gebracht (unbegrenzt versichert, meist nur aus dem Ausland). Im Inland wird die Variante des Rücktransports von Fahrzeug und Insassen mit speziellen Abschleppfahrzeugen angeboten.
- Ersatzteil-Versand: Der Versicherer organisiert die Beschaffung und den Versand eines benötigten Ersatzteils, das im Ausland nicht zu bekommen ist (unbegrenzt versichert, meist nur aus dem Ausland).
- Ersatzfahrer: Stellung eines Ersatzfahrers bei Fahrerausfall durch Krankheit/Unfall.
- Fahrzeugunterstellung: Standkosten bis zur Wiederherstellung des Kfz.
- Übernachtungskosten: Hotelkosten für alle berechtigten Insassen bis zur Wiederherstellung der Fahrbereitschaft.
- Mietwagen bei Fahrzeugdiebstahl für die Rückreise. Falls das gestohlene Fahrzeug wiedergefunden wird, dessen Rücktransport zum Heimatort.
- Sonstiges: Routenplanung, Kostenerstattung für Selbstorganisiertes, Nutzungsausfall, Verzollung/Verschrottung, organisatorische Leistungen ohne Kostenübernahme (Assistance-Leistungen).

## Ausschlüsse
- Bei Fahrzeugproblemen mit Abschleppung/Ersatzfahrer/Ersatzfahrzeug sowie Übernachtungskosten ist meist eine Mindestdistanz von 50 km vom Wohnort gefordert. Dies gilt ebenso, wenn das versicherte Fahrzeug aus eigener Kraft in eine Werkstatt kam.
- Der Schutzbrief deckt verschiedene Risiken ab: Panne (Brems-, Bruch- oder Betriebsschaden), Unfall (von außen eingetretenes, unvorhersehbares Ereignis) und Diebstahl (oder -versuch). Vergessene Schlüssel im Auto oder ein zugefrorenes Türschloss zählen nicht dazu, da das Auto bei solchen Tatbeständen in der Regel intakt ist. Einige Versicherer leisten dennoch, wenn sich das Fahrzeug nicht an der Wohnanschrift befindet, weil das Fahrzeug nicht nutzbar ist.
- Die Kosten der Reparatur sind nicht versichert.
- In der Fahrzeug-Haftpflichtversicherung ist bei angebündelten Schutzbriefen nur das versicherte Fahrzeug abgedeckt.
- Übernachtungskosten werden nur bis zu einer bestimmten, im Vertrag festgelegten, Höhe erstattet.
- Nicht alle Schutzbriefe gelten europa- oder weltweit.
- Teilweise sind auch die Pannenhilfe und das Abschleppen kostenmäßig gedeckelt.

## Anbieter
Der älteste Schutzbrief-Versicherer in Deutschland ist der Automobilclub ADAC, daneben gibt es viele andere Anbieter wie beispielsweise ACV, AvD, ACE, JimDrive oder BAVC. Inzwischen bieten eine Vielzahl von Automobil- und Verkehrsclubs ähnliche Leistungen in verschiedensten Variationen an. So richten sich die Preise beim ökologisch orientierten Verkehrsclub Deutschland beispielsweise nach der Schadstoffklasse oder dem CO2-Ausstoß des versicherten Kraftfahrzeugs. Daneben bieten mittlerweile auch die meisten Kfz-Versicherer einen optionalen Schutzbrief in der Kfz-Haftpflichtversicherung an, oder es werden Alternativprodukte zu den Leistungen der Automobilclubs angeboten. Dafür haben die deutschen Kfz-Versicherer ein Netzwerk von etwa 7.000 Abschleppunternehmen europaweit aufgebaut. Für ihre Neuwagen bieten die Hersteller eine sog. Mobilitätsgarantie mit ähnlichen Leistungen, ebenso manche Kfz-Vertragswerkstätten. Vergleichsportale und Verbraucherpublikationen bieten Hilfe bei der Auswahl des passenden Anbieters.
In der Schweiz bieten Verkehrsverbände wie der TCS (ETI Schutzbrief) oder VCS (VCS-Schutzbrief) Schutzbriefe an.